# William Archibald Spooner
William Archibald Spooner (22 luglio 1844 – 29 agosto 1930) è stato un presbitero inglese.

## Biografia
Spooner è stato decano della Chiesa d'Inghilterra nel 1872 ed è stato ordinato prete nel 1875. Secondo Roy Harrod, William Spooner era superiore a tutte le menti di Oxford e Cambridge. Ebbe una piccola disputa con Oscar Wilde in un esame di teologia: gli fece copiare il 27º capitolo degli atti o - secondo un'altra versione - una traduzione dal greco dell'episodio del tradimento di Gesù; quando il professore gli chiese di fermarsi, Wilde continuò, affermando di voler sapere l'epilogo della vicenda.
Sua figlia Catharine sposò Campbell Dodgson.

## Spoonerismo
Lo spoonerismo è un termine ispirato al cognome di William Archibald Spooner per indicare nella lingua inglese un gioco di parole in cui vengono scambiati i suoni corrispondenti di due vocaboli, formandone altri completamente diversi, spesso comici.

## Ascendenza
|                           |   |                               | Genitori                     |  |  | Nonni |  |  | Bisnonni      |  |  | Trisnonni       |  |
|                           |   |                               |                              |  |  |       |  |  | Isaac Spooner |  |  | Abraham Spooner |  |
|                           |   |                               |                              |  |  |       |  |  | Isaac Spooner |  |  | Abraham Spooner |  |
|                           |   | Anne Knight                   |                              |  |  |       |  |  | Isaac Spooner |  |  |                 |  |
| William Spooner           |   |                               |                              |  |  |       |  |  | Isaac Spooner |  |  |                 |  |
|                           |   | Barbara Gough                 | Henry Gough, I baronetto     |  |  |       |  |  |               |  |  |                 |  |
|                           |   | Barbara Gough                 | Henry Gough, I baronetto     |  |  |       |  |  |               |  |  |                 |  |
|                           |   | Barbara Gough                 | Barbara Calthorpe            |  |  |       |  |  |               |  |  |                 |  |
| William Spooner           |   | Barbara Gough                 |                              |  |  |       |  |  |               |  |  |                 |  |
|                           |   | Lucius O'Brien, III baronetto | Edward O'Brien, II baronetto |  |  |       |  |  |               |  |  |                 |  |
|                           |   | Lucius O'Brien, III baronetto | Edward O'Brien, II baronetto |  |  |       |  |  |               |  |  |                 |  |
|                           |   | Lucius O'Brien, III baronetto | Mary Hickman                 |  |  |       |  |  |               |  |  |                 |  |
| Anne Maria O'Brien        |   | Lucius O'Brien, III baronetto |                              |  |  |       |  |  |               |  |  |                 |  |
|                           |   | Anne French                   | Robert French                |  |  |       |  |  |               |  |  |                 |  |
|                           |   | Anne French                   | Robert French                |  |  |       |  |  |               |  |  |                 |  |
|                           |   | Anne French                   | Nichola Acheson              |  |  |       |  |  |               |  |  |                 |  |
| William Archibald Spooner |   | Anne French                   |                              |  |  |       |  |  |               |  |  |                 |  |
|                           | … | …                             |                              |  |  |       |  |  |               |  |  |                 |  |
|                           | … | …                             |                              |  |  |       |  |  |               |  |  |                 |  |
|                           | … | …                             |                              |  |  |       |  |  |               |  |  |                 |  |
| …                         | … |                               |                              |  |  |       |  |  |               |  |  |                 |  |
|                           |   | …                             | …                            |  |  |       |  |  |               |  |  |                 |  |
|                           |   | …                             | …                            |  |  |       |  |  |               |  |  |                 |  |
|                           |   | …                             | …                            |  |  |       |  |  |               |  |  |                 |  |
| Jane Lydia Wilson         |   | …                             |                              |  |  |       |  |  |               |  |  |                 |  |
|                           |   | …                             | …                            |  |  |       |  |  |               |  |  |                 |  |
|                           |   | …                             | …                            |  |  |       |  |  |               |  |  |                 |  |
|                           |   | …                             | …                            |  |  |       |  |  |               |  |  |                 |  |
| …                         |   | …                             |                              |  |  |       |  |  |               |  |  |                 |  |
|                           |   | …                             | …                            |  |  |       |  |  |               |  |  |                 |  |
|                           |   | …                             | …                            |  |  |       |  |  |               |  |  |                 |  |
|                           |   | …                             | …                            |  |  |       |  |  |               |  |  |                 |  |
|                           |   | …                             |                              |  |  |       |  |  |               |  |  |                 |  |